# Euskal Sozialista Ekintza
Euskal Sozialista Ekintza (en castellano Acción Socialista Vasca) fue un partido político español de ideología socialista y nacionalista vasca formado por la unión de Acción Nacionalista Vasca y Partido Socialista Vasco, que formó parte de Herri Batasuna durante su efímera existencia.

## Historia
Acción Nacionalista Vasca (ANV) y Partido Socialista Vasco (ESB-PSV) fueron parte de los partidos creadores en 1978 de la coalición electoral Herri Batasuna (HB); asimismo además se fusionaron formando Euskal Sozialista Ekintza, pero esta formación tuvo una vida fugaz y ambas organizaciones volvieron a separarse, tras la crisis interna de ESB y la adopción por parte de esta de un ideario marxista. De hecho, está fusión nunca se llevó a cabo completamente y ANV subsistió en todo momento dentro de Herri Batasuna con personalidad propia independiente.